# Antonio Guiteras Font
Antonio Guiteras (Matanzas, 1819-San Hilario Sacalm, 1901) fue un profesor, escritor y traductor cubano.

## Biografía
Nacido el 20 de junio de 1819, era hermano de Eusebio Guiteras y Pedro José Guiteras. Aunque era abogado, se dedicó al magisterio. Adolfo Dollero le describe como un «escritor notable y buen traductor de obras latinas». Tradujo por ejemplo la Eneida. Falleció el 17 de agosto de 1901 en Cataluña, en la localidad de San Hilario Sacalm.